# Mohammad Salameh

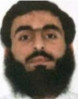
Mohammed Salameh (um 1994)

Mohammad A. Salameh (* 1. September 1967 bei Nablus) ist ein palästinensischer Terrorist, der für seine Beteiligung am Bombenanschlag auf das World Trade Center 1993 verurteilt wurde.

## Leben und Beteiligung am Bombenanschlag auf das World Trade Center
Salamehs Familie floh 1967 aus dem Westjordanland. Er machte einen Abschluss in Islamstudien an der Universität von Jordanien.
Salameh reiste 1988 mit einem Touristenvisum in die USA ein. Er blieb länger als die erlaubten 6 Monate und hielt sich damit illegal in den Vereinigten Staaten auf. Unter Berufung auf ein Sonderprogramm für landwirtschaftliche Arbeitskräfte beantragte Salameh Amnestie und erhielt dadurch Arbeitserlaubnisse, solange die Einwanderungsbehörde seinen Antrag bearbeitete. Die Prüfungen zogen sich über fünf Jahre, bis letztlich festgestellt wurde, dass Salameh nie für eines der Amnestie gewährenden Programme berechtigt gewesen war. Trotz des Ablehnungsbescheids und seines illegalen Aufenthaltsstatus wurde Salameh nicht abgeschoben.
In seinem 1978er Chevrolet Nova wurden die Chemikalien transportiert, aus denen der Sprengstoff für den tödlichen Bombenanschlag hergestellt wurden.
Er mietete einen gelben Kleintransporter, den er mit 700 Kilogramm Harnstoffnitrat und einigen Druckgasbehältern belud, um die Wucht der Bombe zu verstärken.
Dem Autovermieter Ryder System, meldete er das Fahrzeug bereits kurz vor dem Anschlag als gestohlen. Der Transporter wurde zwar bei der Explosion fast vollständig zerstört, die Seriennummer war aber noch entzifferbar, so dass es dem FBI möglich war, es einer Autovermietung zuzuordnen.
Bei einer anschließenden Durchsuchung fanden die Ermittler in Salamehs Wohnung Werkzeuge, Handbücher und unterschiedliche Chemikalien zur Herstellung von Bomben. Gleichzeitig erhärteten sich der Verdacht, dass Salameh mit islamistischen Terroristen in engem Kontakt gestanden haben muss.
Als Salameh seine hinterlegte Kaution von 400 US$ abholen wollte, wurde er vom FBI verhaftet. Er wurde am 17. März 1993 angeklagt und am 24. Mai 1994 zu 240 Jahren Haft verurteilt.
Salameh ist im Bundesgefängnis ADX Florence inhaftiert, nachdem er zuvor aus dem Hochsicherheitsgefängnis United States Penitentiary Big Sandy transferiert wurde.